# بند الحماية المتساوية

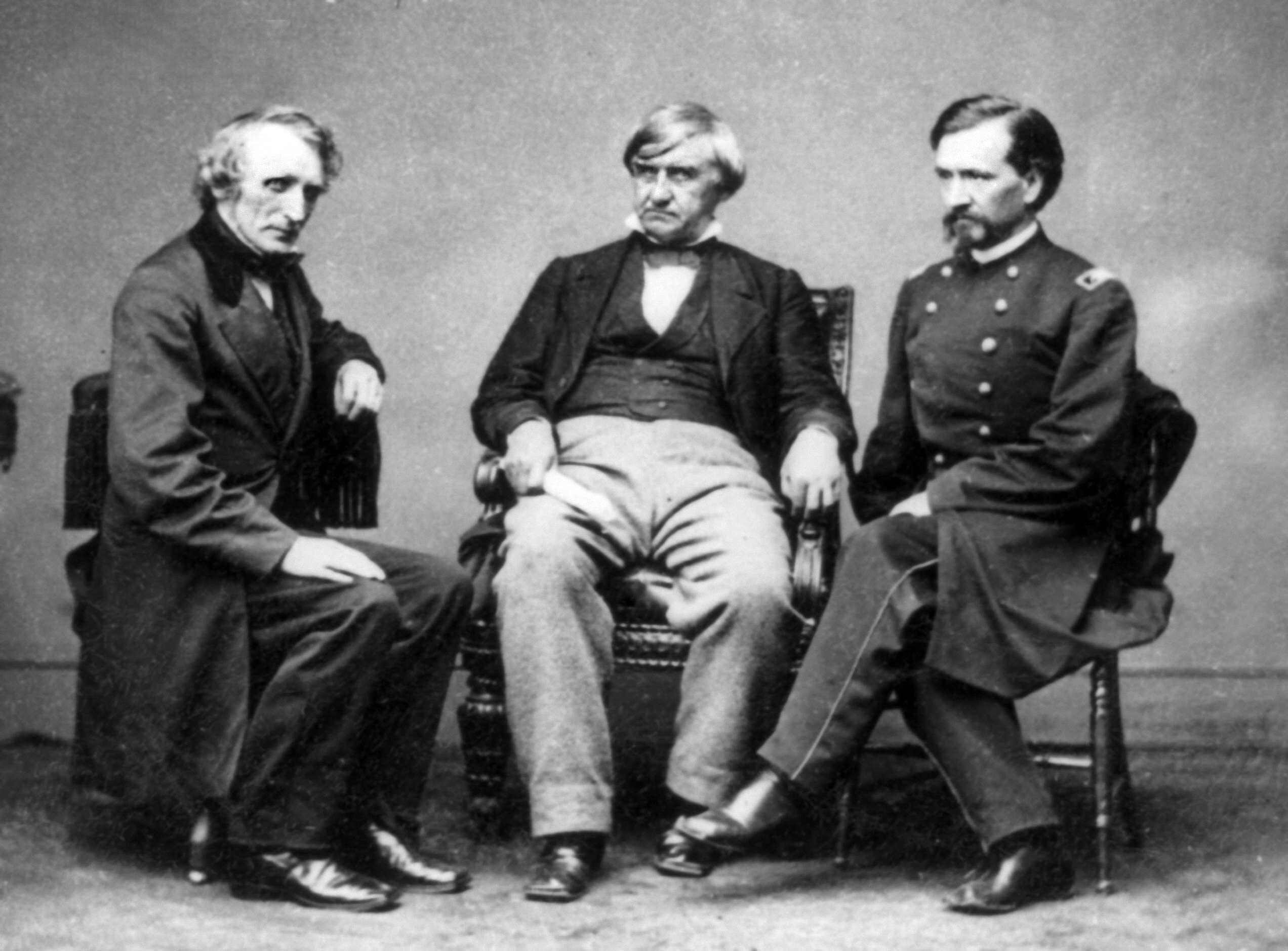

بند الحماية المتساوية (بالإنجليزية: Equal Protection Clause) هو بند في نص التعديل الرابع عشر لدستور الولايات المتحدة. بدأ تفعيل هذا البند في 1868، وهو بند يفيد بـ«لا يمكن لأي ولاية [...] أن تنكر على مواطنيها الحقوق المتساوية بالقانون».
جاء الحافز الأولي لهذا البند لتفعيل المساواة المقدمة في قانون الحقوق المدنية عام 1866، الذي يضمن أن كل المواطنين لهم الحق في الحماية المتساوية أمام القانون. يمثل التعديل الرابع عشر لدستور الولايات المتحدة تحولًا في الحياة الدستورية الأمريكية، بتطبيق المزيد من المقيدات الدستورية على الولايات عما كان مطبقًا قبل الحرب الأهلية.
تخضع دلالة الحماية المتساوية للمزيد من الجدال، ويمكنها أن تندرج تحت العبارة الشهيرة «العدالة بموجب القانون». كان هذا البند أساسًا لقضية براون ضد مجلس التعليم، ساعد قرار المحكمة العليا فيها في تفكيك الفصل العنصري، كما كان أساسًا للعديد من القرارات التي تعارض التمييز ضد المنتمين للجماعات المختلفة.
وبينما يُطبق بند الحماية المتساوية فقط على الولايات والحكومات المحلية، إلا أن حكم المحكمة العليا في بولنغ ضد شارب (1954) بتطبيق الاجراءات القانونية الواردة في التعديل الخامس للدستور يفرض متطلبات الحماية المتساوية على الحكومة الفيدرالية أيضًا خلال الإدراج العكسي.

## النص
يقع نص بند الحماية المتساوية في نهاية القسم الأول من التعديل الرابع عشر للدستور:
كل الأشخاص المولودين في الولايات المتحدة أو المتجنسين بجنسيتها، والأشخاص الخاضعين لأحكامهم، هم مواطنون للولايات المتحدة وللولاية التي يقطنون بها. لا يمكن لأي ولاية صياغة أو تطبيق قانون يعرقل امتيازاتهم أو حصانتهم القانونية، ولا يمكن لأي ولاية سلبهم من حياتهم أو حريتهم أو ملكيتهم دون نص قانوني، ولا يمكنها إنكار الحماية المتساوية للمواطنين بموجب القانون.

## الخلفية
المساواة مفهوم اننشر في أمريكا منذ إعلان الاستقلال، هذا لا يعني أن المساواة طُبقت في الحياة اليومية أو الممارسات القانونية. قبل تمرير تعديلات إعادة هيكلة الدستور، التي شملت بند الحماية المتساوية، كان هناك العديد من التحديات لإعطاء الحقوق للأمريكيين السود. كان السود مواطنين من الدرجة الثانية، وحتى الإقرار على التعديل الثالث عشر، كان قانونيًّا أن يستعبدهم فرد ما. ولم يحق للسود من غير العبيد الاستفادة من الحقوق القانونية أمام المحكمة العليا، في واحدة من أشهر القضايا في المحكمة العليا، زُعم أن السود الأمريكيين لا يملكون حقوقًا دستورية يمكنهم اللجوء إليها في المجتمع أو المحاكم. لم يكن هناك ما يمنع الأمريكيين السود من الانتفاع النظري بحقوقهم تحت مظلة القانون، ولكن في عام 1857 في قضية دريد سكوت ضد ساندفورد، رسخت المحكمة العليا سابقة قانونية لا يمكن فيها للسود، سواء كانوا أحرارًا أو عبيدًا، من الحصول على حقوق قانونية في الولايات المتحدة. يعتقد العديد من المؤرخين حاليا أن هذا الحكم القضائي كان نقطة اللاعودة التي أدت إلى انزلاق الولايات المتحدة إلى الحرب الأهلية، والتي ستؤدي فيما بعد إلى إعادة هيكلة الدستور بالتعديلات، وفيه وضع بند الحماية المتساوية.
قبل وأثناء الحرب الأهلية، منعت الولايات الجنوبية أي حديث للمواطنين الداعمين للوحدة أو المدافعين عن إلغاء العبودية، أو الداعمين للشمال في العموم؛ إذ لم تُطبق وثيقة الحقوق على تلك الولايات حينذاك. طردت العديد من الولايات الجنوبية البيض وسحبت منهم المواطنة أثناء الحرب الأهلية، واستحوذوا على ممتلكاتهم. اقترح الكونغرس التعديل الثالث عشر بعد انتصار الاتحاد في الحرب الأهلية الأمريكية بفترة وجيزة، وفُعل التعديل في الولايات في عام 1865، لإبطال العبودية. تبنت العديد من الولايات الكونفيدرالية السابقة الأكواد السوداء في السنة التالية، وهي قوانين تحد بصورة شديدة حقوق السود في التملك، ومنها الملكية الثابتة والملكية الشخصية، ومنعهم الحق القانوني في إبرام العقود. وأقرت تلك الأكواد بعواقب جنائية أشد على السود منها على البيض.
وبسبب الظلم الذي فرضته الأكواد السوداء، أقر الكونغرس ذو الأغلبية الجمهورية في ذلك الوقت قانون الحقوق المدنية لعام 1866. يقر القانون بأن كل الأشخاص المولودين في الولايات المتحدة هم مواطنون (على عكس قرار المحكمة العليا عام 1857 في قضية دريد سكوت ضد ساندفورد)، وأن «المواطنين من كل لون وعرق... لديهم حق كامل ومتساوي للاحتكام للقانون والإجراءات اللازمة لتأمين الأشخاص والممتلكات، كما يتمتع بتلك الحقوق المواطن الأبيض.»
نقض الرئيس أندرو جونسون قانون الحقوق المدنية لعام 1866 قائلًا أن الكونغرس ليس له الحق الدستوري في تفعيل مثل هذا القانون. كانت تلك الشكوك عاملًا أدى بالكونغرس للبدء في صياغة بند الحماية المتساوية والجدال حوله في التعديل الرابع عشر للدستور. علاوة على ذلك، أراد الكونغرس حماية الاتحاديين البيض الذين تعرضوا للهجوم القانوني والشخصي في الكونفيدرالية السابقة. قاد هذه الجهود الجمهوريون الراديكاليون في مجلسي الكونغرس، ومنهم جون بينغهام وتشارليز سمنر وثاديوس ستيفينز. صاغ بند الحقوق المتساوية جون بينغهام، وهو الرجل الأقوى بينهم.
عارضت الولايات الجنوبية قانون الحقوق المدنية، ولكن في الكونغرس عام 1865، والذي مارس سلطته بموجب المادة رقم 1، الجزء رقم 5، البند رقم 1 من الدستور، ليكون «الحكم لـ... مؤهلات أعضائه»، استثنى الجنوبيين من الكونغرس، معلنًا أن ولاياته تمردت ضد الاتحاد، وبالتالي لا يمكن انتخابهم أعضاءً في الكونغرس. كانت تلك الحقيقة –حقيقة أن التعديل الرابع عشر مرره كونغرس (جزئي)- التي سمحت بتمرير التعديل الرابع عشر من الكونغرس وبالتالي اقتراحه على الولايات. وكان التصديق على التعديل شرطًا للعودة للاتحاد بالنسبة للولايات الكونفيدرالية السابقة.

## التصديق
تساءل الكثيرون بعد العودة للتأويلات الأصولية للدستور عما كان يقصده صائغو تعديلات إعادة الهيكلة في وقت التصديق. أبطل التعديل الثالث عشر العبودية ولكن حمايته للحقوق الأخرى كانت غير واضحة. بدأ الجنوب بعد التعديل الثالث عشر في التأسيس للأكواد السوداء التي كانت قوانين معرقلة للسود وساعية للحفاظ على المكانة الدونية للأمريكيين السود. صدق الجمهوريون على التعديل الرابع عشر في استجابة لصعود الأكواد السوداء. كان التصديق غير منتظم في العديد من الطرق. بدايةً كان هناك العديد من الولايات الرافضة للتعديل، ولكن بعد تكوين الحكومات الجديدة بفضل إعادة الهيكلة، وافقت تلك الحكومات على التعديل. كانت ولايتا أوهايو ونيو جيرسي، اللتان وافقتا على التعديل، قد مررتا قرارات لا تتسق مع هذه الموافقة. اعتُبر إبطال هاتين الولايتين للموافقة غير قانوني، واندرجت الولايتان في إطار المصدقين على التعديلات.
يجادل العديد من المؤرخين أن التعديل الرابع عشر لم يكن مقصودًا به ضمان منح الحقوق السياسية والاجتماعية للمواطنين، ولكنه كان يهدف إلى تعزيز دستورية قانون الحقوق المدنية لعام 1866. من المتفق عليه أن هذا كان سببًا للتصديق على التعديل الرابع عشر، لكن العديد من المؤرخين يتبنون رؤية أوسع. من التأويلات الشائعة أن التعديل الرابع عشر قُصد به توفير الحقوق المتساوية لكل المواطنين في الولايات المتحدة. استخدم تلك الحجة تشارليز سومنر عندما استخدم التعديل الرابع عشر ليكون أساسًا لحجته لتوسيع حقوق الحماية المتوفرة للأمريكيين السود.
بالرغم من أن بند الحماية المتساوية واحد من أكثر الأفكار القانونية تأثيرًا في النظرية القانونية، إلا أنه لم يتلق اهتمامًا واسعًا في التعديل الرابع عشر. على الجانب الآخر، كان بند الامتيازات والحصانات ما نال الاهتمام في التصديق على التعديل الرابع عشر. سعى هذا البند لحماية امتيازات وحصانة كل المواطنين ومنهم الأمريكيين السود. تقلص إطار هذا البند بعد قضايا المجزرة التي قُرر فيها أن امتيازات وحصانة المواطنين يُحافظ عليها على المستوى الفيدرالي وأن الحكومة هي المنوط بها فرض هذه المعايير على الولايات. وحتى في هذا القرار، تعرفت المحكمة العليا على سياق التعديل، مشيرة إلى علمها بكل الظلم والشرور التي قصد التعديل الرابع عشر مواجهتها، وأنها تتفهم تداعيات وغرض هذه التعديلات. ومع هذه العقبات أمام بند الامتيازات والحصانة، أصبحت الجدالات القانونية الهادفة إلى حماية الأمريكيين السود وحقوقهم أكثر تعقيدًا، وفي هذا الوقت بدأ بند الحماية المتساوية يحصل على الاهتمام. 
كان هناك أكثر من نسخة خلال الجدالات في الكونغرس، كانت واحدة من تلك النسخ: «يمتلك الكونغرس سلطة صياغة القوانين الضرورية لحماية... كل الأشخاص في الولايات المتعددة للحصول على حماية متساوية فيما يخص حقوق الحياة والحرية والملكية.» قال بنغهام عن هذه النسخة: «أنه يضفي على الكونغرس سلطة مراقبة الولايات فيما يخص منحها حماية متساوية لكل الأشخاص بالنسبة للحياة والحرية والملكية.» كان روبرت س. هال عضو الكونغرس من نيويورك هو المعارض الأساسي لهذه النسخة الأولى، بالرغم من تأكيد بنغهام أن «لا يمكن لأي تأويل ممكن أن يفعل في ولاية نيويورك أثناء شغلها لمكانتها الفخرية الحالية.»

انتهى به الحال للتصويت على النسخة الأخيرة. عندما قدم السيناتور جاكوب هاوارد النسخة الأخيرة قال: 
إنها تمنع شنق السود لجريمة لا يُشنق فيها الرجل الأبيض. إنها تحمي الرجل الأسود في حقوقه الأساسية بنفس الدرع الذي يستخدمه الرجل الأبيض. ألم يحن الوقت لتطبيق مقاييس متساوية للعدالة لأفراد الطبقات المختلفة، كونهم مواطنين للولايات المتحدة، وكلاهما يطيعان القانون، ومسئولان أمام نفس الحكومة ونظام العدالة والله على أفعالهم؟ 
اقترح الكونغرس رقم 39 للولايات المتحدة التعديل الرابع عشر في 13 يونيو عام 1866. كان الاختلاف بين النسخة الأولى والنسخة الأخيرة من البند أن النسخة الأخيرة لا تتحدث فقط عن «الحماية المتساوية» ولكن عن «الحماية المتساوية بموجب القانون». قال جون بنغهام في يناير عام 867: «لا يمكن لأي ولاية إنكار الحماية المتساوية بموجب القانون على أي شخص، ومنها كل الحدود عن الحماية الشخصية في كل مادة وجزء من الدستور..» وبحلول 9 يوليو عام 1868، صدقت ¾ من الولايات، أي 28 من 37 ولاية، على التعديل، وحينها أصبح بند الحماية المتساوية قانونًا.